# Blumenau Futsal
O Blumenau Futsal é um clube de futsal brasileiro da cidade de Blumenau, Santa Catarina. Fundado em 2017, está entre as principais equipes da modalidade no Brasil.
Em 2017 conquistou seu primeiro título a Copa Santa Catarina, vencendo a equipe de Mafra por 2 a 1 diante de um público de 3.062 pessoas.
No ano de 2018, o Blumenau acabou adquirindo a vaga na Liga Nacional de Futsal até o ano de 2022.

## Títulos
| ESTADUAIS      | ESTADUAIS                       | ESTADUAIS | ESTADUAIS   |
|                | Competição                      | Títulos   | Temporadas  |
| -------------- | ------------------------------- | --------- | ----------- |
| Santa Catarina | Copa Santa Catarina             | 1         | 2017        |
| Santa Catarina | Jogos Abertos de Santa Catarina | 2         | 2019 e 2021 |